# Турки ибн Фейсал Аль Сауд
Турки́ ибн Фе́йсал ибн Абду́л-Ази́з А́ль Сау́д, известен как Турки аль-Фейсал (араб. تركي بن فيصل بن عبد العزيز آل سعود‎; род. 15 февраля 1945, Мекка, Саудовская Аравия) — саудовский государственный деятель, политик, дипломат и принц из королевской династии Саудитов. Сын третьего короля Саудовской Аравии Фейсала ибн Абдул-Азиза Аль Сауда. Глава Службы общей разведки Саудовской Аравии в 1977—2001 годах. Посол Саудовской Аравии в США в 2005—2007 годах и посол Саудовской Аравии в Великобритании в 2002—2005 годах.

## Биография

### Ранние годы
Родился 15 февраля 1945 года в Мекке (Саудовская Аравия). Он является восьмым и самым младшим сыном короля Фейсала и его четвёртой жены Иффат ас-Сунайян.
У него были 4 старших брата: принц Мухаммед (1937—2017), принц Сауд (1940—2015), принц Абдуррахман (1942—2014) и принц Бандар (1943—2015) и 4 сестры: принцесса Сара (род. 1935), принцесса Латифа, принцесса Лулува (род. 1948) и принцесса Хайфа (род. 1950).

### Образование
Учился сначала в школе, основанной его отцом и матерью в Таифе, Саудовская Аравия. С 14 лет принц учился в США, в школе Лоуренсвилл, штат Нью-Джерси, закончил в 1963 году, а затем учился в Джорджтаунском университете (Georgetown University), г. Вашингтон, округ Колумбия, до 1968 года (закончил вместе с Биллом Клинтоном). Потом учился в Великобритании.

### Начало карьеры
По возвращении домой принц был назначен в 1973 году советником Королевского суда.
Принц Турки бин Фейсал Аль Сауд начал серьезную политическую карьеру заместителем своего дяди (единоутробного брата матери) Камаля Азама, и затем добился его поста начальника разведки, именуемой Служба общей разведки (араб. رئاسة الاستخبارات العامة‎ англ. General Intelligence Directorate / General Intelligence Presidency, GIP) в 1977 году и успешно возглавлял разведку около 23 лет. В частности он принимал участие в организации сложнейшей и крупнейшей в истории Саудовской Аравии контр-террористической операции по освобождению от террористов Священной Мечети в Мекке во время теракта в ноябре-декабре 1979.

### Контакты с Усамой бен Ладеном
По долгу службы принц Турки лично встречался с Усамой бен Ладеном 5 раз, первый раз в 1978 и последний раз в 1990 году. В 1979 году Усама Бен Ладен сам обратился к принцу Турки за советом, будучи взбешённым советским вторжением в Афганистан. Усама бен Ладен воспользовался предложением принца Турки финансово помочь афганским моджахедам и отправился в соседний Пакистан для организации джихада. Как утверждает сам принц Турки: «… если вы прочтёте Wall Street Journal, вы можете подумать, что я изобрёл бен Ладена, но это не правда. Когда я встретил его, он был относительно приятный человек, очень застенчивый, тихо/мягко говорящий, и, фактически, он особо и не говорил вообще.»
Последняя личная встреча с бен Ладеном по словам принца Турки состоялась в приемной разведки в 1990 году, когда Усама бен Ладен искал поддержку и предлагал помощь в борьбе с коммунистами Южного Йемена, которые вызвали обеспокоенность саудовского правительства. Но принц Турки и другие старшие принцы отвергли предложения бен Ладена, а в мае 1990 года проблема разрешилась, так как Южный Йемен объединился с некоммунистическим, более мощным и более населённым Северным Йеменом.
Существуют указания на то, что в 1991 Усама бен Ладен, по возвращении в Саудовскую Аравию был посажен под домашний арест в городе Джидда за своё открытое противостояние присутствию американских войск на саудовской земле. Журналисты Джеральд Познер (Gerald Posner) и Стив Колл (Steve Coll) утверждают, что закрытые доклады разведки США описывают секретную сделку между бен Ладеном и принцем Турки, как начальником Службы общей разведки. Хотя Усама бен Ладен стал врагом саудовского государства, его популярность не давала правительству возможности его открытого ареста или казни. В результате бен Ладену позволили секретно покинуть Саудовскую Аравию с деньгами и соратниками летом 1991 года (сначала в Афганистан, потом в Судан в 1992 году), хотя саудовское правительство и отреклось от него официально. Финансирование сторонников бен Ладена продолжалось в обмен на обещание, что они никогда не будут выступать против Саудовской Аравии. Эта сделка была подтверждена в 1996 и 1998 годах.

### Переговоры с Талибаном
В 1993 принц Турки помогал организовывать переговоры между враждующими сторонами в Афганистане. В начале 1996 года Судан предложил экстрадицию бен Ладена в Саудовскую Аравию. Президент США Билл Клинтон звонил Турки и требовал привезти Усаму бен Ладена в Саудовскую Аравию для казни. Но Саудовская Аравия отказала США в этом требовании, Усама бен Ладен покинул Судан и навсегда скрылся в Афганистане.
Принц Турки утверждает, что не имел связей с бен Ладеном после августа 1990 года.
Но возглавляемая принцем Турки саудовская разведка следила за бен Ладеном и после 1990 года.
Принц Турки секретно связывался с лидером Талибана муллой Омаром (Мухаммед Омар) в 1998 в попытках добиться выдачи бен Ладена в Саудовскую Аравию самим движением Талибан с помощью угроз и взяток. «… я был послан в Афганистан королём Фахдом и кронпринцем Абдуллой, чтобы уговорить муллу Омара передать бен Ладена нам …». Принц Турки считает, что сделка с муллой Омаром о выдаче бен Ладена под суд Саудовской Аравии была достигнута, но затем сорвалась.
В сентябре 1998 года принц Турки в компании с начальником военной разведки Пакистана снова встречался с муллой Омаром в городе Кандагар. Мулла Омар прямо отказался от своего обещания выслать бен Ладена. Когда принц Турки яростно возразил ему, мулла Омар потерял терпение и угрожая, выгнал их обоих, порвав тем самым все связи с саудовским правительством.

### Конец карьеры в разведке и теракты 11 сентября 2001 года
Принц Турки бин Фейсал Аль Сауд был неожиданно уволен с поста начальника разведки за 10-11 дней до событий 11 сентября 2001 года в США. Это случилось 31 августа 2001 и официальное сообщение гласило, что «… король Фахд ибн Абдулазиз вчера освободил принца Турки Аль-Фейсала ибн Абдулазиза, по его просьбе, от его поста шефа Службы общей разведки». Отставка стала сюрпризом, так как за 4 месяца до этого король издал декрет, закрепляющий этот пост за принцем Турки ещё на 4 года.
С 2001 года озвучиваются утверждения, что принц Турки покинул США на авиалайнере (с 31 представителем саудовской королевской семьи) через несколько дней после событий 11 сентября. В частности, это утверждал репортёр из независимого, альтернативного издания "Балтимор Кроникл", США.
Но сам принц Турки утверждает, что этот теракт застал его на родине, в Джедде.
15 августа 2002 года принц Турки стал одним из трех обвиняемых (другие два это его братья принц Султан ибн Абдул Азиз и принц Мохамед ибн Фейсал) в иске родственников жертв 11 сентября 2001 года к властям Саудовской Аравии. Истцы считали, что он и другие саудовские принцы, банки и фонды могли спонсировать террористов, ответственных за террористические акты 11 сентября. Принц выиграл иск. Его участие также упомянуто в документальном фильме Майкла Мура Фаренгейт 9/11 (Fahrenheit 911). В декабре 2004 Турки получил выплаты с журнала «Пари Матч» Paris Match за неподтвержденные утверждения, что он связан с атаками. В 2005 году американский федеральный суд решил, что все саудовские официальные лица, включая Турки, имеют иммунитет от исков на эту тему.

### Дипломатическая карьера
Затем принц Турки бин Фейсал Аль Сауд работал послом Саудовской Аравии в Великобритании (2002—2005) и в США (2005.12.02 — 2007.02.02).
На этих постах и позднее принц охотно давал много непринужденных интервью на хорошем английском (в том числе и российским СМИ) и был не прочь пошутить на разнообразные, в том числе и серьёзные темы, что обеспечивало ему внимание аудитории. В частности, его краткое выступление в 2012 году на очередном ежегодном заседании Clinton Global Initiative, является с одной стороны шутливым ответом на шутки его друга (на протяжении почти 50 лет) Билла Клинтона. Но с другой стороны в этом ответе принц также серьёзно, от лица всех мусульман, благодарит бывшего президента США Билла Клинтона за вмешательство в войну в Боснии, вспоминая критику «наших европейских друзей, которые имели возможность показать миру, что значит толерантность и интеграция, но просто отвергли это» и за освобождением Косово, и «почти освобождение (near deliverance)» Палестины от оккупации.
После 2007 года принц Турки является неофициальным посланником саудовского правительства. По утверждению президента Института Ближнего Востока Евгения Сатановского ещё в октябре 2002 года в момент террористического акта на Дубровке (во время показа мюзикла Норд-Ост), принц Турки Аль-Фейсал находился в Москве с неофициальной миссией.
16 марта 2015 года принц Турки в интервью телекомпании BBC сделал заявление о том, что Саудовская Аравия может отказаться от безъядерного статуса в том случае, если посредникам не удастся убедить Иран полностью отказаться от обогащения урана. По его словам, в случае если Иран продолжит разработку своей ядерной программы, то на Ближнем Востоке, а позже и во всем мире начнется ядерная гонка.

### Семья
Женат, у него 6 детей. Его старший сын, принц Фейсал (род. 1975), инвестор, а другой сын, принц Абдул-Азиз (род. 1983), гонщик и министр спорта с 2020 года.